# Golpe de Estado en Dahomey de 1972
El golpe de Estado en Dahomey de 1972 fue un golpe militar llevado a cabo el 26 de octubre de 1972 por el mayor (más tarde general) Mathieu Kérékou, quien tomó el control de la República de Dahomey y puso fin a un sistema de gobierno establecido tras la elección presidencial anulada de 1970 , en la que tres miembros del Consejo Presidencial (Hubert Maga, Justin Ahomadégbé-Tomêtin y Sourou-Migan Apithy) debían rotar en el poder. Ahomadégbé-Tomêtin era el presidente en el momento del golpe.

## El golpe
El golpe fue lanzado por soldados de la guarnición de Ouidah y ocurrió durante una reunión del Consejo Presidencial entre Maga y Ahomadégbé-Tomêtin.Según informes en el lugar, los soldados llegaron abruptamente a la sala del Gabinete del Palacio Presidencial en la capital Porto Novo y comenzaron a disparar balas, pero nadie resultó herido. Kérékou lideró la primera compañía armada de soldados en irrumpir en la reunión, donde declaró el fin del Consejo Presidencial. Kérékou anunció el golpe en la radio nacional (que luego se convirtió en ORTB) diciendo que la "figura de tres cabezas [era] verdaderamente un monstruo" acosado por "deficiencia congénita... ineficiencia notoria e... incompetencia imperdonable". De manera similar al golpe de Estado de 1963 liderado por Christopher Soglo, el golpe fue visto con buenos ojos por gran parte de la población del país. Kérékou se nombró a sí mismo nuevo jefe de Estado y nombró oficiales militares para los distintos puestos ministeriales.

## Secuelas
Los miembros del Consejo Presidencial y otras figuras políticas prominentes fueron arrestados y encarcelados o puestos bajo arresto domiciliario hasta 1981. Después de ser liberados del arresto domiciliario en 1981, Maga, Ahomadégbé-Tomêtin y Apithy se mudaron a París.

### Cambios ideológicos
Kérékou proclamó la adhesión formal de su gobierno al marxismo-leninismo el 30 de noviembre de 1974, en un discurso ante una asamblea de notables atónitos en la ciudad de Abomey. Pronto alineó a Dahomey con la Unión Soviética y el Bloque del Este. Finalmente, Kérékou declaró el fin de la República de Dahomey y el establecimiento de la República Popular de Benín el 30 de noviembre de 1975, llamada así por el Reino de Benín que una vez había florecido en la parte centro-sur de la vecina Nigeria. El Partido Revolucionario Popular de Benín (PRPB), diseñado como un partido vanguardista, fue creado el mismo día como el único partido legal del país.